# HTC-Highroad
HTC-Highroad (Kod UCI: THR) – amerykańska zawodowa grupa kolarska istniejąca w latach 2008–2011. Grupa powstała na bazie kolarzy startujących wcześniej w barwach T-Mobile Team. Sponsor tytularny rozwiązał umowę pod koniec 2007 wskutek afery dopingowej, podobnie uczyniła większość pomniejszych sponsorów. Menadżer grupy, Bob Stapleton postanowił jednak dalej prowadzić kolarzy pod nazwą własnej firmy, "High Road". Grupa otrzymała licencję ProTour na sezon 2008. Począwszy od Tour de France 2008 grupa występowała pod nazwą Team Columbia.
4 sierpnia 2011 menedżer grupy, Bob Stapleton ogłosił, że 2011 jest ostatnim rokiem dla HTC-Highroad, ponieważ nie udało mu się znaleźć sponsora na kolejny sezon.

## Nazwa grupy w poszczególnych latach
| lata             | nazwa                   |
| ---------------- | ----------------------- |
| 2008 (I połowa)  | Team High Road          |
| 2008 (II połowa) | Team Columbia           |
| 2009             | Team Columbia-High Road |
| 2009             | Team Columbia-HTC       |
| 2010             | Team HTC-Columbia       |
| 2011             | HTC-Highroad            |

## Ostatni skład (2011)
| Skład drużyny 2011           | Skład drużyny 2011   | Skład drużyny 2011 | Skład drużyny 2011            |
| Imię i nazwisko              | Data urodzenia       | Państwo            | Poprzednia grupa              |
| ---------------------------- | -------------------- | ------------------ | ----------------------------- |
| Michael Albasini             | 20 grudnia 1980      | Szwajcaria         | Liquigas (2008)               |
| Lars Bak                     | 16 stycznia 1980     | Dania              | Saxo Bank (2009)              |
| Matthew Brammeier            | 7 czerwca 1985       | Irlandia           | An Post-Sean Kelly (2010)     |
| Mark Cavendish               | 21 maja 1985         | Wielka Brytania    | T-Mobile (2007)               |
| John Degenkolb (1 sty–1 sty) | 7 stycznia 1989      | Niemcy             | Thüringer Energie Team (2010) |
| Bernhard Eisel               | 17 lutego 1981       | Austria            | T-Mobile (2007)               |
| Caleb Fairly                 | 19 lutego 1987       | Stany Zjednoczone  | Felt-Holowesko (2010)         |
| Jan Ghyselinck               | 24 lutego 1988       | Belgia             | Beveren 2000 (2009)           |
| Matthew Goss                 | 5 listopada 1986     | Australia          | Saxo Bank (2009)              |
| Bert Grabsch                 | 19 czerwca 1975      | Niemcy             | T-Mobile (2007)               |
| Patrick Gretsch              | 7 kwietnia 1987      | Niemcy             | Thüringer Energie Team (2009) |
| Leigh Howard                 | 18 października 1989 | Australia          | Jayco-AIS (2009)              |
| Craig Lewis                  | 10 stycznia 1985     | Stany Zjednoczone  | Slipstream (2007)             |
| Tony Martin                  | 23 kwietnia 1985     | Niemcy             | Thüringer Energie Team (2007) |
| Danny Pate                   | 23 marca 1979        | Stany Zjednoczone  | Garmin-Transitions (2010)     |
| Marco Pinotti                | 25 lutego 1976       | Włochy             | T-Mobile (2007)               |
| František Raboň              | 26 września 1983     | Czechy             | T-Mobile (2007)               |
| Alex Rasmussen               | 9 czerwca 1984       | Dania              | Saxo Bank (2010)              |
| Mark Renshaw                 | 22 października 1982 | Australia          | Crédit Agricole (2008)        |
| Hayden Roulston              | 10 stycznia 1981     | Nowa Zelandia      | Cervélo TestTeam (2009)       |
| Kanstancin Siucou            | 9 sierpnia 1982      | Białoruś           | Barloworld (2007)             |
| Gatis Smukulis               | 15 kwietnia 1987     | Łotwa              | AG2R La Mondiale (2010)       |
| Tejay van Garderen           | 12 sierpnia 1988     | Stany Zjednoczone  | Rabobank Continental (2009)   |
| Martin Velits                | 21 lutego 1985       | Słowacja           | Team Milram (2009)            |
| Peter Velits                 | 21 lutego 1985       | Słowacja           | Team Milram (2009)            |
|                              |                      |                    |                               |
| Źródło: UCI                  |                      |                    |                               |

## Ważniejsze sukcesy

### 2011
- Mistrz Świata w wyścigu ze startu wspólnego: Mark Cavendish
- Mistrz Świata w jeździe indywidualnej na czas: Tony Martin
- Mistrz Irlandii w wyścigu ze startu wspólnego: Matthew Brammeier
- Mistrz Łotwy w wyścigu ze startu wspólnego: Gatis Smukulis
- Mistrz Nowej Zelandii w wyścigu ze startu wspólnego: Hayden Roulston
- Mistrz Białorusi w jeździe indywidualnej na czas: Kanstancin Siucou
- Mistrz Irlandii w jeździe indywidualnej na czas: Matthew Brammeier
- Mistrz Niemiec w jeździe indywidualnej na czas: Bert Grabsch
- 1. miejsce, 1. etap Tour Down Under: Matthew Goss
- 1. miejsce, klasyfikacja punktowa Tour Down Under: Matthew Goss
- 1. miejsce, 3. etap Paryż-Nicea: Matthew Goss
- 1. miejsce, 6. etap (ITT) Paryż-Nicea: Tony Martin
- 1. miejsce, klasyfikacja generalna Paryż-Nicea: Tony Martin
- 1. miejsce, Mediolan-San Remo: Matthew Goss
- 1. miejsce, 1. etap Vuelta al País Vasco: Gatis Smukulis
- 1. miejsce, 6. etap (ITT) Vuelta al País Vasco: Tony Martin
- 1. miejsce, klasyfikacja górska Vuelta al País Vasco: Michael Albasini
- 1. miejsce, 1. etap (TTT) Giro d'Italia
- 1. miejsce, 10. i 12. etap Giro d'Italia: Mark Cavendish
- 1. miejsce, 2. i 4. etap Critérium du Dauphiné: John Degenkolb
- 1. miejsce, 3. etap (ITT) Critérium du Dauphiné: Tony Martin
- 1. miejsce, 5., 7., 11., 15. i 21. etap Tour de France: Mark Cavendish
- 1. miejsce, 20. etap (ITT) Tour de France: Tony Martin
- 1. miejsce, klasyfikacja punktowa Tour de France: Mark Cavendish
- 1. miejsce, 10. etap (ITT) Vuelta a España: Tony Martin
- 1. miejsce, 13. etap Vuelta a España: Michael Albasini
- 1. miejsce, 1. etap (ITT) Tour of Beijing: Tony Martin
- 1. miejsce, klasyfikacja generalna Tour of Beijing: Tony Martin
- 2. miejsce, klasyfikacja generalna Tour Down Under: Matthew Goss
- 2. miejsce, klasyfikacja generalna Tour de Romandie: Tony Martin
- 10. miejsce, klasyfikacja generalna Giro d'Italia: Kanstancin Siucou

### 2010
- Mistrz Łotwy w wyścigu ze startu wspólnego: Aleksejs Saramotins
- Mistrz Czech w jeździe indywidualnej na czas: František Raboň
- Mistrz Niemiec w jeździe indywidualnej na czas: Tony Martin
- Mistrz Słowacji w jeździe indywidualnej na czas: Martin Velits
- Mistrz Włoch w jeździe indywidualnej na czas: Marco Pinotti
- 1. miejsce, 1., 2. i 4. etap Tour Down Under: André Greipel
- 1. miejsce, klasyfikacja generalna Tour Down Under: André Greipel
- 1. miejsce, klasyfikacja sprinterska Tour Down Under: André Greipel
- 1. miejsce, Gent-Wevelgem: Bernhard Eisel
- 1. miejsce, klasyfikacja drużynowa Vuelta al País Vasco
- 1. miejsce, Prolog (ITT) Tour de Romandie: Marco Pinotti
- 1. miejsce, 2. etap Tour de Romandie: Mark Cavendish
- 1. miejsce, 9. etap Giro d'Italia: Matthew Goss
- 1. miejsce, 18. etap Giro d'Italia: André Greipel
- 1. miejsce, 2. etap Volta Ciclista a Catalunya: Mark Cavendish
- 1. miejsce, 9. etap Tour de Suisse: Tony Martin
- 1. miejsce, 5., 6., 11., 18. i 20. etap Tour de France: Mark Cavendish
- 1. miejsce, 2. i 7. etap Tour de Pologne: André Greipel
- 1. miejsce, 2. i 6. etap Eneco Tour: André Greipel
- 1. miejsce, 7. etap Eneco Tour: Tony Martin
- 1. miejsce, klasyfikacja generalna Eneco Tour: Tony Martin
- 1. miejsce, klasyfikacja młodzieżowa Eneco Tour: Tony Martin
- 1. miejsce, GP Ouest France-Plouay: Matthew Goss
- 1. miejsce, 1. etap (TTT) Vuelta a España
- 1. miejsce, 12., 13. i 18. etap Vuelta a España: Mark Cavendish
- 1. miejsce, 17. etap Vuelta a España: Peter Velits
- 1. miejsce, klasyfikacja punktowa Vuelta a España: Mark Cavendish
- 3. miejsce, klasyfikacja generalna Tour de Romandie: Michael Rogers
- 3. miejsce, klasyfikacja generalna Critérium du Dauphiné: Tejay van Garderen
- 3. miejsce, Vattenfall Cyclassics: André Greipel
- 3. miejsce, klasyfikacja generalna Vuelta a España: Peter Velits
- 9. miejsce, klasyfikacja generalna Giro d'Italia: Marco Pinotti

### 2009
- Mistrz USA w wyścigu ze startu wspólnego: George Hincapie
- Mistrz Australii w jeździe indywidualnej na czas: Michael Rogers
- Mistrz Belgii w jeździe indywidualnej na czas: Maxime Monfort
- Mistrz Czech w jeździe indywidualnej na czas: František Raboň
- Mistrz Luksemburga w jeździe indywidualnej na czas: Kim Kirchen
- Mistrz Niemiec w jeździe indywidualnej na czas: Bert Grabsch
- Mistrz Norwegii w jeździe indywidualnej na czas: Edvald Boasson Hagen
- Mistrz Włoch w jeździe indywidualnej na czas: Marco Pinotti
- 1. miejsce, 1. etap Tour Down Under: André Greipel
- 1. miejsce, klasyfikacja górska Paryż-Nicea: Tony Martin
- 1. miejsce, 7. etap Tirreno-Adriático: Mark Cavendish
- 1. miejsce, klasyfikacja młodzieżowa Tirreno-Adriático: Thomas Lövkvist
- 1. miejsce, klasyfikacja drużynowa Tirreno-Adriático
- 1. miejsce, Mediolan-San Remo: Mark Cavendish
- 1. miejsce, Gent-Wevelgem: Edvald Boasson Hagen
- 1. miejsce, 4. etap Vuelta al País Vasco: Michael Albasini
- 1. miejsce, 5. etap Vuelta al País Vasco: Marco Pinotti
- 1. miejsce, Prolog (ITT) Tour de Romandie: František Raboň
- 1. miejsce, 3. etap (TTT) Tour de Romandie
- 1. miejsce, 1. etap (TTT) Giro d'Italia
- 1. miejsce, 7. etap Giro d'Italia: Edvald Boasson Hagen
- 1. miejsce, 8. etap Giro d'Italia: Kanstansin Siutsou
- 1. miejsce, 9., 11. i 13. etap Giro d'Italia: Mark Cavendish
- 1. miejsce, klasyfikacja drużynowa Giro d'Italia
- 1. miejsce, 7. etap Volta Ciclista a Catalunya: Greg Henderson
- 1. miejsce, 2. etap Tour de Suisse: Bernhard Eisel
- 1. miejsce, 3. i 6. etap Tour de Suisse: Mark Cavendish
- 1. miejsce, 5. etap Tour de Suisse: Michael Albasini
- 1. miejsce, 7. etap Tour de Suisse]: Kim Kirchen
- 1. miejsce, 8. etap Tour de Suisse: Tony Martin
- 1. miejsce, klasyfikacja górska Tour de Suisse: Tony Martin
- 1. miejsce, 4. etap (ITT) Critérium du Dauphiné: Bert Grabsch
- 1. miejsce, 2., 3., 10., 11., 19. i 21. etap Tour de France: Mark Cavendish
- 1. miejsce, 4. i 6. etap Tour de Pologne: Edvald Boasson Hagen
- 1. miejsce, 7. etap Tour de Pologne: André Greipel
- 1. miejsce, 6. i 7. (ITT) etap Eneco Tour: Edvald Boasson Hagen
- 1. miejsce, klasyfikacja generalna Eneco Tour: Edvald Boasson Hagen
- 1. miejsce, klasyfikacja punktowa Eneco Tour: Edvald Boasson Hagen
- 1. miejsce, 3. etap Vuelta a España: Greg Henderson
- 1. miejsce, 4., 5., 16. i 21. etap Vuelta a España: André Greipel
- 1. miejsce, klasyfikacja punktowa Vuelta a España: André Greipel
- 2. miejsce, klasyfikacja generalna Tour de Suisse: Tony Martin
- 3. miejsce, klasyfikacja generalna Tour de Pologne: Edvald Boasson Hagen
- 6. miejsce, klasyfikacja generalna Giro d'Italia: Michael Rogers

### 2008
- Mistrz Świata w jeździe indywidualnej na czas: Bert Grabsch
- Mistrz Australii w wyścigu ze startu wspólnego: Adam Hansen
- Mistrz Czech w jeździe indywidualnej na czas: František Raboň
- Mistrz Luksemburga w jeździe indywidualnej na czas: Kim Kirchen
- Mistrz Niemiec w jeździe indywidualnej na czas: Bert Grabsch
- Mistrz Norwegii w jeździe indywidualnej na czas: Edvald Boasson Hagen
- Mistrz Włoch w jeździe indywidualnej na czas: Marco Pinotti
- 1. miejsce, 2., 4., 5. i 6. etap Tour Down Under: André Greipel
- 1. miejsce, klasyfikacja generalna Tour Down Under: André Greipel
- 1. miejsce, klasyfikacja punktowa Tour Down Under: André Greipel
- 1. miejsce, klasyfikacja młodzieżowa Tirreno-Adriático: Thomas Lövkvist
- 1. miejsce, klasyfikacja drużynowa Tirreno-Adriático
- 1. miejsce, 2. i 4. etap Vuelta al País Vasco: Kim Kirchen
- 1. miejsce, La Flèche Wallonne: Kim Kirchen
- 1. miejsce, Prolog (ITT) Tour de Romandie: Mark Cavendish
- 1. miejsce, klasyfikacja sprinterska Tour de Romandie: Morris Possoni
- 1. miejsce, 4. i 13. etap Giro d'Italia: Mark Cavendish
- 1. miejsce, 17. etap Giro d'Italia: André Greipel
- 1. miejsce, 21. etap Giro d'Italia: Marco Pinotti
- 1. miejsce, 2. etap Critérium du Dauphiné: George Hincapie
- 1. miejsce, 6. etap Tour de Suisse: Kim Kirchen
- 1. miejsce, 5., 8., 12. i 13. etap Tour de France: Mark Cavendish
- 1. miejsce, 18. etap Tour de France: Marcus Burghardt
- 1. miejsce, 2. etap Eneco Tour: André Greipel
- 1. miejsce, 6. etap Eneco Tour: Edvald Boasson Hagen
- 1. miejsce, klasyfikacja drużynowa Eneco Tour
- 3. miejsce, klasyfikacja generalna Tirreno-Adriático: Thomas Lövkvist
- 3. miejsce, klasyfikacja generalna Tour de Romandie: Marco Pinotti
- 3. miejsce, klasyfikacja generalna Eneco Tour: Michael Rogers
- 7. miejsce, klasyfikacja generalna Tour de France: Kim Kirchen